# Торісватн
Торісватн (ісл. Þórisvatn) — найбільше озеро Ісландії, розташоване в південній частині Ісландського плато, поблизу високогірної дороги Спренґісандур (Sprengisandur). Це водосховище площею 88 км², що використовує енергію річки Тйорси, яка стікає з льодовика Гофс'єкутль. Тут на півдні її експлуатує ГЕС. Як і багато інших ісландських озер льодовикового або вулканічного походження це озеро має зелений колір.